# Lago Pergusa
El lago Pergusa es un lago que se encuentra en la isla de Sicilia (Italia) perteneciente a la provincia de Enna, única - de las nueve en que se divide la isla- que no tiene salida al mar Mediterráneo. El lago forma parte de una reserva natural especial de 402,5 hectáreas de superficie.

## Autódromo
Alrededor del lago se encuentra el autódromo de Pergusa, en donde se realizó el Gran Premio del Mediterráneo que fue un circuito extra campeonato de las temporadas de Fórmula 1 desde 1962 hasta 1965. Allí también se celebraron carreras del Campeonato Mundial de Resistencia, de la Fórmula 3000 y de la Fórmula 2 Europea.

## Mitología
De acuerdo a la mitología griega, Hades raptó a Perséfone en el lago Pergusa para hacerla su esposa mientras ésta jugaba y se bañaba junto a unas ninfas. Una de ellas, Ciane, lloró tanto la pérdida que fue convertida en el pequeño río siciliano que hoy lleva su nombre, único lugar en Europa donde hoy en día nace y crece de manera natural la planta del papiro.